# مجلة دبليو سي دبليو
كانت مجلة دبليو سي دبليو مجلة المصارعة المحترفة الرسمية لمنظمة وورلد تشامبيونشيب ريسلينغ وقد احتوت على أقسام نمط الحياة، وتقويم شهري، وترفيه، ونصائح للتمارين الرياضية، وغيرها من المعلومات. عُرفت المجلة في الأصل باسم إن دبليو إيه / دبليو سي دبليو اختتام المصارعة (بالإنجليزية: NWA / WCW Wrestling Wrap-Up) من 1989 إلى 1991 مع تولي دينيس برنت منصب رئيس التحرير. تم إطلاق مجلة دبليو سي دبليو وتشغيلها من عام 1991 حتى عام 1994 من Kappa Publishing ثم أعيد إطلاقها في 1995 حتى عام 1999 ونشرها وحررها كولين بومان. وبين الأعوام 1999 و2001 تم نشر الأعداد النهائية داخل الشركة من قبل دبليو سي دبليو، وتوقفت بمجرد بيع منظمة مصارعة إلى دبليو دبليو إي.
كان عدد مجلة دبليو سي دبليو لأغسطس عام 1991 قد باع 80000 نسخة في بريطانيا العظمى، مما جعلها أكثر المجلات المستوردة مبيعًا التي تم إطلاقها حتى ذلك الحين.